# Cash and Carry (rivista)
Cash and Carry era una rivista mensile italiana di economia fondato dall'editore torinese Pier Carlo Garosci e pubblicato a Milano tra il 1970 e il 1980. Prima rivista in Italia ad occuparsi di politica e tecnica della moderna distribuzione, fu l'embrione della successiva testata Largo Consumo che ne raccolse il testimone nel dicembre del 1980 per svilupparne il proposito culturale.

## Storia editoriale
L'iniziativa editoriale nacque nel 1970 sulla base dell'ipotesi strategica che cominciava allora a radicarsi presso la parte più avanzata degli operatori dell'industria e della distribuzione: che il modello decisivo per la razionalizzazione dell'intero processo di distribuzione fosse quello dell'ingrosso, sia perché relativamente più arretrato rispetto ad altri momenti del circuito, sia perché la sua arretratezza si ripercuoteva inevitabilmente sulla fase successiva, quella della distribuzione al consumatore finale. Né il canale corto a quel tempo utilizzato da molte industrie produttrici, costituiva una soluzione alternativa, in quanto non riduceva in termini reali i costi della distribuzione fisica.
Sulla base di questa ipotesi, Pier Carlo Garosci, diede alla testata il nome Cash and Carry, perché individuò nella formula self-service all'ingrosso la manifestazione a quell'epoca più avanzata tra i molti fermenti nuovi che venivano emergendo nell'area non solo della cosiddetta "distribuzione organizzata", ma anche delle aziende commerciali tradizionali.

### Un passo indietro: cos'è il canale commerciale cash and carry
Le formule distributive del commercio moderno derivano dai drugstore americani, a loro volta un concentrato dell'emporio. Proprio l'etimologia della parola emporio, dal greco antico empòrion ovvero passeggero, viaggiatore, specialmente con finalità commerciali, attribuisce significato al luogo adibito allo scarico, al deposito e alla vendita di merci. Il cash and carry è questo in veste moderna.

Una superficie di vendita (superiore ai 400 m²) all'ingrosso di prodotti alimentari e/o non alimentari per una clientela professionale in possesso di partita IVA. Il metodo si rifà essenzialmente a due modelli: quello francese e quello tedesco. Il primo è impostato secondo una procedura cosiddetta a campione di prodotto, ovvero il cliente ordina la merce dopo averne valutato un esemplare esposto. Il secondo (affermatosi come standard) funziona a libero servizio, ovvero il cliente si rifornisce delle quantità occorrenti direttamente dalle merci stoccate nel punto vendita, proprio come fanno i consumatori nei canali al dettaglio. 

L'avvento dei cash and carry portò elementi di grande novità nel commercio, tra cui: 
a) In primo luogo l'abbattimento dei costi alla vendita. Non dovendo sostenere i costi logistici per visitare uno ad uno i clienti, il grossista poteva praticare prezzi più competitivi.
b) Di conseguenza l'aumento dell'offerta. Inevitabilmente quando era il grossista a spostarsi per raggiungere i compratori poteva portare con sé un campionario ridotto di referenze. L'effetto fu favorevole alle vendite di nuovi marchi, inoltre le superfici di vendita sempre più grandi e tecnologicamente avanzate incoraggiarono l'industria a produrre nuovi formati.
c) Approvvigionandosi al cash and carry il negoziante non doveva più acquistare quintali di merce per stiparle poi nel retrobottega, in quanto è proprio il cash and carry che funge da retrobottega. Un retrobottega che contiene diverse centinaia di tonnellate di prodotti.
d) Infine, il significato stesso di "cash and carry": letteralmente "paga e porta via". I clienti acquistano pagando in contanti (si deve considerare questo elemento nella realtà di economie ancora fortemente agricole, come quella italiana degli anni '50) senza aspettare che la merce gli venga consegnata successivamente. Aspetto quest'ultimo che ebbe negli anni '60 e '70 un riflesso positivo anche sul mercato dei veicoli commerciali, dovendo dotarsene anche i piccoli dettaglianti per raggiungere i grossisti .

### DaCash and CarryaLargo Consumo

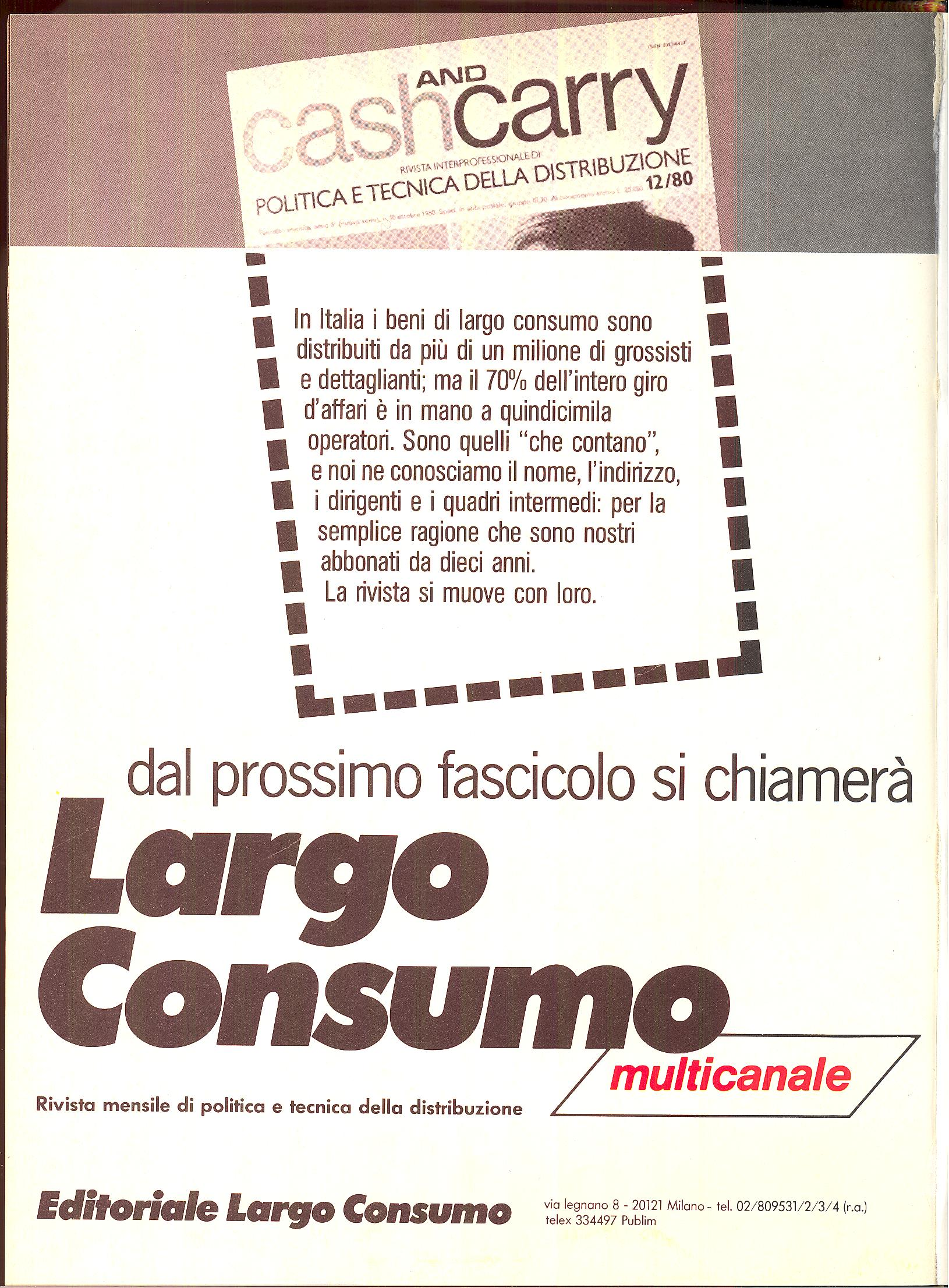
La "quarta di copertina" del fascicolo 12/80, l'ultimo di Cash and Carry. Dal numero successivo la testata sarà Largo Consumo

La pubblicazione si concentrò, dunque, sul sistema distributivo a cash and carry analizzandone e divulgandone caratteristiche e vantaggi: la semplificazione delle operazioni di distribuzione fisica, la priorità dell'obiettivo di un'elevata rotazione dei prodotti, il conseguente snellimento delle immobilizzazioni finanziarie delle merci, l'evidenziazione del servizio come aspetto fondamentale dell'intermediazione non solo grossista, ma commerciale in genere.
Erano questi, del resto, i capisaldi di tutta la moderna distribuzione. E su questi concetti, infatti, non certamente privilegio dei soli operatori grossisti cash and carry, lavorava tutta una serie di realtà imprenditoriali e organizzative diverse, sia nella fase dell'ingrosso, sia in quella del dettaglio: le unioni volontarie tra grossisti e dettaglianti, i gruppi d'acquisto e la cooperazione tra dettaglianti, la cooperazione di consumo la grande distribuzione succursalistica, le aziende di vendita per corrispondenza, le imprese della distribuzione specializzata non alimentare.
Ecco allora la necessità di modificare l'impostazione iniziale e di considerare l'ingrosso non come semplice attività di compravendita nella fase intermedia del ciclo distributivo e di competenza esclusiva delle aziende grossiste, ma come funzione essenziale dell'intero processo di commercializzazione, esplicata secondo una pluralità di formule e da una pluralità di figure imprenditoriali. 
Ma all'inizio del 1979 a Garosci anche questa angolazione parve riduttiva, in seguito ai fenomeni nuovi affermatisi nel frattempo. La strada per la riduzione dei costi distributivi appariva infatti, sempre più, quella dell'articolazione dell'attività per canali,  attraverso la creazione di una serie diversificata di strutture di distribuzione, ciascuna rivolta ad un particolare segmento e condotta con gli strumenti tecnici e i criteri gestionali ad esso più adeguati. E infatti un numero crescente di aziende grossiste, oltre a servire la propria clientela classica e a sviluppare reti di esercizi associati o affiliati, iniziava ad aprire propri punti di vendita al dettaglio e, soprattutto, a portare al consumatore finale, mediante lo strumento del discount, le caratteristiche strutturali, merceologiche, espositive e di prezzo tipiche del libero servizio all'ingrosso. Corrispondentemente, le grandi catene di dettaglio, non si limitavano più a svolgere una funzione di ingrosso nei confronti delle proprie filiali, ma allargavano questa funzione ai dettaglianti indipendenti, aprendo cash and carry propri, appaltando reparti specializzati di punti vendita di terzi e approvvigionando in via continuativa reti di negozi affiliati.
In definitiva, i compartimenti stagni tra ingrosso e dettaglio venivano progressivamente cadendo sul piano dei criteri operativi e gestionali; così come venivano cadendo le separazioni di natura merceologica e tecnica tra prodotti alimentari e non alimentari, cedendo il passo ad un più ampio e omogeneo concetto di “largo consumo”. 
Un concetto preponderante per il progetto editoriale e culturale di Garosci, che decise di adottarlo per titolare la nuova testata che nel 1980 succederà a Cash and Carry per descrivere il commercio moderno, Largo Consumo appunto, volta all'integrazione merceologica e alla multicanalità.